# Abraxas melanapicata
Abraxas melanapicata är en fjärilsart som beskrevs av Porrit 1921. Abraxas melanapicata ingår i släktet Abraxas och familjen mätare. Inga underarter finns listade i Catalogue of Life.